# Tarsiger
Tarsiger – rodzaj ptaków z podrodziny kląskawek (Saxicolinae) w obrębie rodziny muchołówkowatych (Muscicapidae).

## Rozmieszczenie geograficzne
Rodzaj obejmuje gatunki występujące w Eurazji.

## Morfologia
Długość ciała 12–15 cm, masa ciała 11–18 g.

## Systematyka
Rodzaj zdefiniował w 1845 roku brytyjski etnolog i przyrodnik Brian Houghton Hodgson w artykule poświęconym nepalskim ptakom, opublikowanym w czasopiśmie „Proceedings of the Zoological Society of London”. Gatunkiem typowym jest (oryginalne oznaczenie) modraczek złotawy (T. chrysaeus).

### Etymologia
Tarsiger: łac. tarsus ‘noga’, od gr. ταρσος tarsos ‘płaskie stopy’; -ger ‘noszenie’, od gerere ‘nosić’.

### Podział systematyczny
Do rodzaju należą następujące gatunki:
- Tarsiger indicus (Vieillot, 1817) – modraczek białobrewy
- Tarsiger formosanus E. Hartert, 1910 – modraczek tajwański
- Tarsiger johnstoniae (Ogilvie-Grant, 1906) – modraczek obrożny
- Tarsiger chrysaeus Hodgson, 1845 – modraczek złotawy
- Tarsiger hyperythrus (Blyth, 1847) – modraczek rdzawobrzuchy
- Tarsiger cyanurus (Pallas, 1773) – modraczek zwyczajny
- Tarsiger albocaeruleus Meise, 1937 – modraczek tybetański
- Tarsiger rufilatus (Hodgson, 1845) – modraczek himalajski